# Flusso elettro-osmotico
Il flusso elettro-osmotico è un fenomeno che insorge all'interno del capillare di silice fusa utilizzato nell'elettroforesi. 
I gruppi silanolici presenti sulla parete interna del capillare sono deprotonati quando la silice fusa si trova in ambiente acquoso a pH>9. In seguito alla deprotonazione sulla parete interna del capillare si forma una carica negativa su cui si adsorbono i cationi del solvente (BGE) e/o dell'analita contenuto nel capillare, di conseguenza viene a formarsi un doppio strato elettrico. 
Applicando agli estremi del capillare una differenza di potenziale i cationi del doppio strato elettrico (mobili) migrano verso il catodo trascinando con loro la nube di idratazione e generando un flusso tanto più intenso, quanto più elevato è il pH della soluzione tampone utilizzata. Questo stravolge la migrazione delle specie nel capillare muovendole tutte nello stesso verso e consentendo la rivelazione di tutti gli analiti allo stesso estremo del capillare. 
Il flusso elettro-osmotico è calcolato misurando la mobilità intrinseca di una molecola non ionizzabile, che non essendo carica non verrà attratta da nessuno dei due poli, ma si muoverà solo grazie al flusso elettro-osmotico stesso.